# Martin Gore

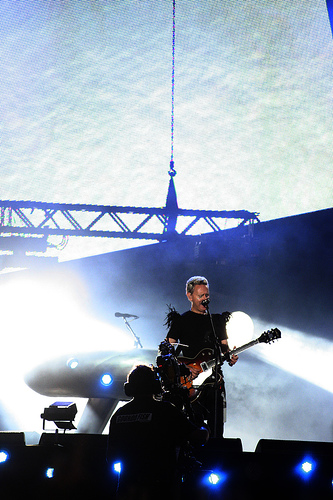
Martin Gore

Martin Gore (n. 23 iulie 1961 Basildon, Essex, Anglia) este unul din membrii formației Depeche Mode încă de la înființarea ei, în 1980. A lansat două albume solo.